# فرانچسکو کارلو روسکا

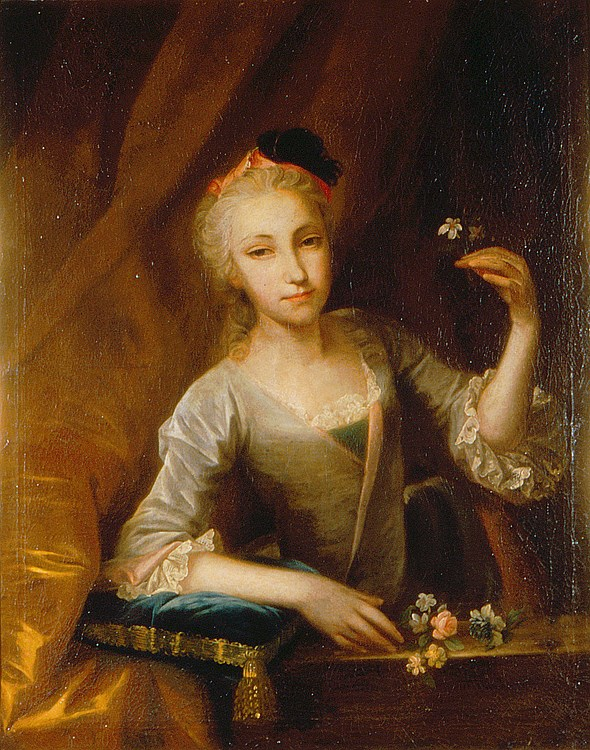
ماری آنا لودویگا فون رول فون امانهولز (۱۷۶۰)

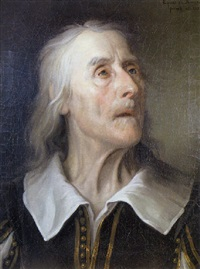
پرتره یک بازیگر (دهه ۱۷۳۰)

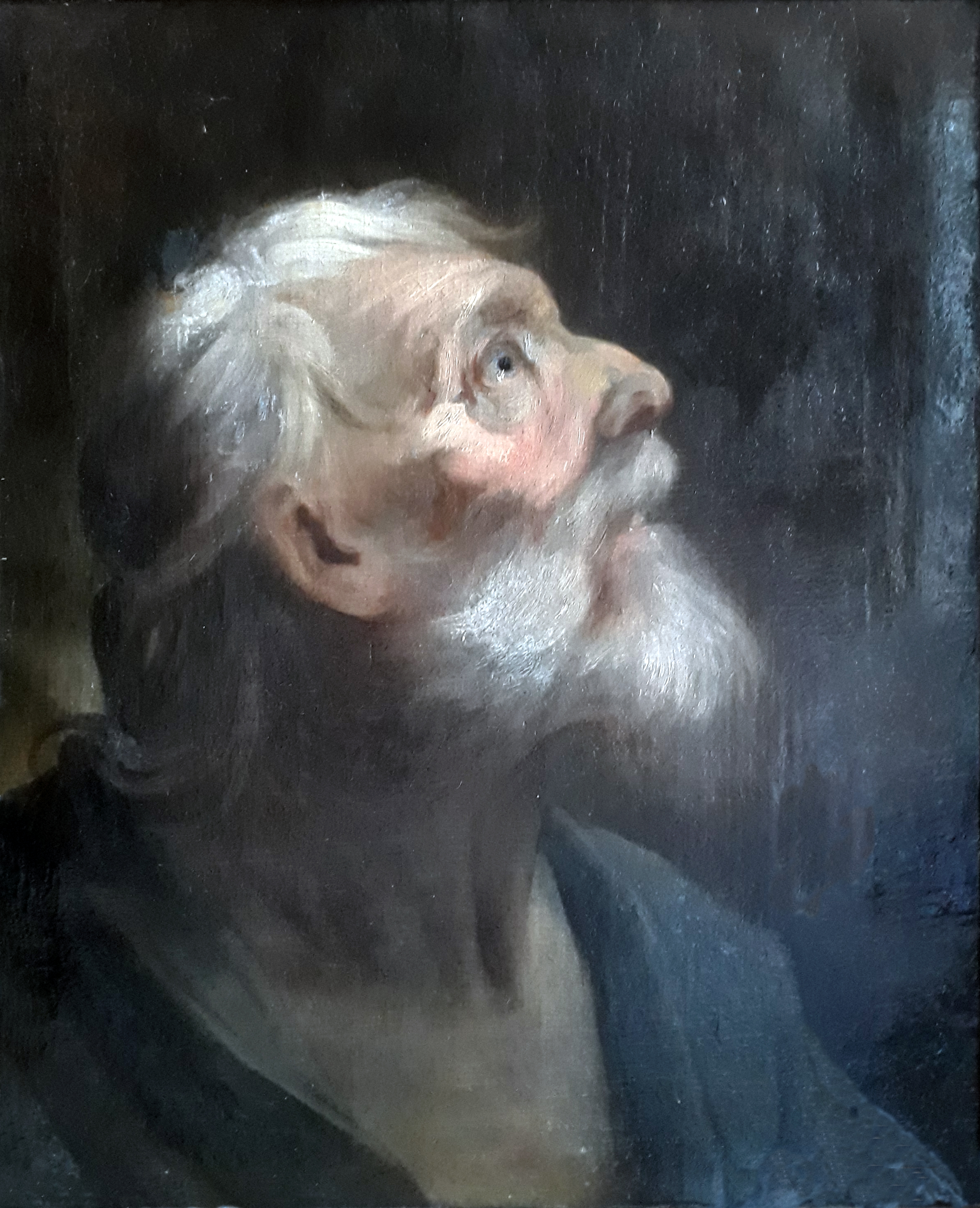
مکاشفه‌ی سنت جان انجیلی (۱۷۳۷)

فرانچسکو کارلو روسکا یا کارلو فرانچسکو روسکا، همچنین با نام ریتر فون روسکا (۱ژانویه ۱۶۹۳– ۱۱مه ۱۷۶۹)  یک نقاش دوره گرد ایتالیایی-سوئیسی بود که بیشتر به خاطر پرتره هایش شناخته می شود.

## زندگی و کار
اطلاعات کمی از اوایل زندگی او وجود دارد. او در توریسلا به دنیا آمد و در دانشگاه تورین در رشته حقوق تحصیل کرد، جایی که ممکن است دکترا گرفته باشد. با این حال، او به زودی به نقاشی روی آورد، اما به سختی مشتری پیدا کرد، بنابراین، زمانی در دهه ۱۷۲۰، به ونیز رفت و شاگرد یاکوپو آنیگونی شد.  آثار تیتیان و پائولو ورونزه به ویژه تأثیرگذار بود. او برای اولین بار در این زمان با پرتره هایی از خانواده سلطنتی ساردین مورد توجه قرار گرفت. بعداً به سوئیس بازگشت و در سولوتورن و برن کار کرد.
ارتباط او با آلمان زمانی آغاز شد که در سنت بلاسین ازدواج کرد. در سال ۱۷۳۳ به دعوت کنت ویلیام هشتم به کاسل رفت و چندین پرتره بزرگ برای او خلق کرد. همسرش در سال ۱۷۳۵درگذشت و سال بعد، او به هانوفر نقل مکان کرد و سپس در سال ۱۷۳۷به پوتسدام و برلین رفت،  جایی که برای خانواده سلطنتی پروس نقاشی کرد. او همچنین از ۱۷۳۸تا ۱۷۳۹در ولفنبوتل و براونشوایگ کار کرد 
در آن سال در لندن اقامت گزید.  پرتره های او به قدری مورد توجه قرار گرفت که پادشاه جورج دوم او را "کاوالیر" نامید، به همین دلیل است که بعدها خود را "ریتر" (شوالیه) نامید. چند سال بعد انگلستان را ترک کرد و به ایتالیا بازگشت. در دهه ۱۷۵۰در آنجا، او توسط شاخه ای از خانواده سلطنتی اسپانیا استخدام شد.  او به سفر در سراسر ایتالیا ادامه داد و از میلان به عنوان پایگاه اصلی خود استفاده کرد تا اینکه در ۷۶ سالگی در آنجا درگذشت.

## مطالعه‌ی بیشتر
- کریستین لوکاتیس، هانس اتومایر (ویرایشگر): میت پینسل، فدراسیون و استیفت – Meisterzeichnungen der Graphischen Sammlung. (کاتالوگ نمایشگاه، Staatliche Museen Kassel). Minerva، Wolfratshausen 2000،شابک ‎۳−۹۳۱۷۸۷−۱۲−۵

## لینک های خارجی
پرونده‌های رسانه‌ای مربوط به Francesco Carlo Rusca در ویکی‌انبار 